# خالتي وعمتي (مسلسل)
خالتي وعمتي، مسلسل كوميدي اجتماعية كويتي من إنتاج تلفزيون دولة الكويت. المسلسل من بطولة الفنانين خالد النفيسي وعبد الإمام عبد الله وسعاد علي وطيف وعبير أحمد وأحمد الحسن وفيصل المسفر وعمر اليعقوب و نادية كرم و هاشم مرزوق و شوق تأليف مبارك الحشاش وإخراج حسن سراب.